# Miss Rio Grande do Norte 2013
Miss Rio Grande do Norte 2013 foi a 57ª edição do tradicional concurso de beleza feminina do Estado, válido para o certame nacional de Miss Brasil 2013, único caminho para o Miss Universo. O concurso contou com a participação de vinte e quatro (24) candidatas em busca do título que pertencia à Vice-Miss Brasil 2012 Kelly Alinne Fonsêca, vencedora do título no ano passado. O concurso se realizou no dia 8 de Agosto no espaço de eventos Vila Hall, Natal e teve como vitoriosa a Miss Parnamirim,  Cristina Alves. 

## Resultados

### Colocações
| Posição                 | Município e Candidata |
| Vencedora               | - Parnamirim - Cristina Alves |
| 2º. Lugar               | - Natal - Bárbara Elali |
| 3º. Lugar               | - Monte Alegre - Érika Fontes |
| 4º. Lugar               | - Ceará Mirim - Isabelly Brasil |
| 5º. Lugar               | - Mossoró - Priscilla Pinheiro |
| (TOP 10) Semifinalistas | - Assú - Hellem Jotce - Caicó - Milena Souza - Macaíba - Alayne Galvão - São Gonçalo do Amarante - Heloísa Muniz - Touros - Bruna Nogueira                                     |
| (TOP 15) Semifinalistas | - Almino Afonso - Jacyara Coelho - Baraúna - Laíse Amorim - Currais Novos - Laíla Alves - Montanhas (Rio Grande do Norte) - Isabela Dias - Nísia Floresta - Gabriella Carvalho |

### Premiações Especiais
- Os prêmios distribuídos pelo concurso neste ano:

| Prêmio         | Município e Candidata              |
| Miss Simpatia  | - Jucurutu - Ana Eulália Fernandes |
| Miss Elegância | - Ceará Mirim - Isabelly Brasil    |

## Candidatas
Disputaram o título este ano: 
| - Almino Afonso - Jacyara Coelho - Areia Branca - Aline do Vale - Assú - Hellem Jotce - Baraúna - Laíse Amorim - Caraúbas - Nayana Morais - Caicó - Milena Souza - Ceará Mirim - Isabelly Brasil - Currais Novos - Laíla Alves | - Ielmo Marinho - Adriele Oliveira - Jardim de Piranhas - Viviane Eller - Jucurutu - Ana Eulália Fernandes - Macaíba - Alayne Galvão - Macau - Jéssica Morais - Montanhas - Isabela Dias - Monte Alegre - Érika Fontes - Mossoró - Priscilla Pinheiro | - Natal - Bárbara Elali - Nísia Floresta - Gabriella Carvalho - Parnamirim - Cristina Alves - Santo Antônio - Mariana Costa - São Gonçalo do Amarante - Heloísa Muniz - São José de Mipibu - Karla Danyelle - São José do Seridó - Ilana Jaine - Touros - Bruna Nogueira |

## Histórico

### Troca
- Ielmo Marinho - Milena Balza ► Adriele Oliveira

### Desistências
- Baía Formosa - Zaíra França

- Tibau - Iully Bezerra

## Crossovers
Candidatas em outros concursos:

### Estadual
Miss Rio Grande do Norte
- 2012: Mossoró - Priscilla Pinheiro (4º. Lugar)
  - (Representando o município de Areia Branca)